# Represent (album de Compton's Most Wanted)
Pour les articles homonymes, voir Represent.
Albums de Compton's Most Wanted
Music to Driveby
(1991) When We Wuz Bangin' 1989–1999: The Hitz
(2001)
Singles
1. This is Compton 2000
Sortie : 2000
2. Then U Gone
Sortie : 2000

Represent est le quatrième album studio de Compton's Most Wanted, sorti le 24 octobre 2000.
La photo de la pochette est un hommage à Straight Outta Compton, un album de N.W.A.

## Liste des titres
| No  | Titre                             | Contient un (des) sample(s) de | Durée |
| --- | --------------------------------- | --- | ----- |
| 1.  | Intro                             | | 1:02  |
| 2.  | This Is Compton 2000              | Mellow Mood (Pt. 1) de Barry White It's My Turn de Dezo Daz featuring DJ Slip Rhymes Too Funky Pt.1 (Live) des Compton's Most Wanted | 4:14  |
| 3.  | Some May Know                     | | 4:36  |
| 4.  | Get Money                         | | 4:27  |
| 5.  | What U Like It Like               | Your Sweetness Is My Weakness de Barry White                                                                                         | 4:32  |
| 6.  | 100%                              | | 2:43  |
| 7.  | Then U Gone                       | Hollywood de Rick James | 3:54  |
| 8.  | All Around The Hood               | | 3:55  |
| 9.  | Endolude - Welcome to Los Angeles | | 0:44  |
| 10. | Them Niggaz                       | | 3:50  |
| 11. | So Don't Go There                 | Packing Up de Bill Conti Going Back to Cali de The Notorious B.I.G.                                                                  | 4:13  |
| 12. | Represent                         | | 2:30  |
| 13. | Like Me                           | | 4:08  |
| 14. | Pull The Trigger                  | | 4:32  |
| 15. | Slang My Keys                     | I'm Glad You're Mine d'Al Green Riding High de Faze-O Please Listen to My Demo d'EPMD                                                | 4:22  |
| 16. | Front Page                        | L'uomo Dell'armonica d'Ennio Morricone                                                                                               | 10:01 |